# Jean-Claude Méode
Jean-Claude Méode est un ancien handballeur et entraîneur belge, il s'investit dans différentes équipes de la banlieue liégeoise tels que l'AA Vottem, l'Union beynoise, le Progrès HC Seraing, le SHC Angleur ou encore au RPSM.

## Biographie
Né le 14 septembre 1948 à Vottem, Jean-Claude Méode, surnommé Mémé est le fils de Hubert Méode, ancien handballeur de l'Union beynoise au temps où il jouait un handball à onze.

### Carrière joueurs
C'est à l'âge de 16 ans que Jean-Claude débuta le handball au AA Vottem, le club local où il n'y joua que deux saisons puisqu'il rejoignit le club où son père évoluait, l'Union beynoise en 1963, club de division 1.
Mais à l'heure où c'est le ROC Flémalle qui dicte sa loi au sein de l'élite, l'Union beynoise n'arrive pas à percer et régressa au point de se faire reléguer lors de la saison 1965/1966. Toutefois, au même moment, le jeune Jean-Claude continua sa progression et fit partie de l'équipe qui ramena le matricule 3 au sein de l'élite lors la 1972/1973.
Mais lors de saison 1973/1974, l'Union, trop faible, fit l'aller-retour et Jean-Claude prit alors la décision de quitter les bleu et blanc et de rejoindre la formation du Progrès HC Seraing avec laquelle il exulta.
En effet, dès son arrivée au PHC Seraing lors de la saison 1974/1975, Jean-Claude remporta son premier trophée, la Coupe de Belgique au détriment du KV Sasja HC Hoboken et réussit à conserver ce trophée la saison suivante, face cette fois au KV Mechelen.
Une saison où Méode et Seraing terminèrent second du championnat, à un point du ROC Flémalle mais la saison suivante, ce fut la bonne pour le Seraing qui décrocha le fameux titre de Champion de Belgique.
Ces différents titres permit à Jean-Claude de découvrir la Coupe d'Europe, ainsi les deux Coupe de Belgique envoya Seraing en Coupe des coupes où lors de la saison 1975/1976, les liégeois après s’être défait des britanniques du East Kilbrade HC se firent éliminer par les norvégiens du Oppsal IF. Pour ce qui est de la seconde participation de Méode avec Seraing en Coupe d'Europe lors de la saison 1976/1977. Seraing, après s'être défait des britanniques de Brentwood'72 HC furent éliminés par le BM Granollers, prestigieuse formation espagnole qui avait déjà inscrit la compétition à son palmarès. Malgré ça, les sérésiens ne furent pas du tout ridicule, perdant 25 à 15 en Espagne, ils sont à nouveau défait sur le terrain du Bois de l'Abbaye sur le score de 18 à 20 où Méode inscrivit 12 buts des 18 goals.
Lors de la saison 1977/1978, à l'issue du fameux titre de champion de Belgique, Jean-Claude eut l'honneur de jouer en Coupe des clubs champions où la formation liégeoise fut éliminé au premier tour par les néerlandais du HV Sittardia.
Par la suite, Jean-Claude Méode quitta le Progrès HC Seraing qui connut quelques difficultés et rejoignit le SHC Angleur.

### Carrière entraîneur
Jean-Claude débuta à entraîner au SHC Angleur où il cumula les deux postes joueurs-entraîneur.
Par la suite, il entraîna le RPSM en compagnie de Jacky Bar. 
Vers la fin de sa vie, il était beaucoup investit dans le club de la Jeunesse Jemeppe.
Il décède le 27 mars 2013. 

### Vie privée
Jean-Claude eut un fils qui pratique lui aussi le handball, formé à Jeunesse Jemeppe, il joue actuellement en division 1 à l'Union beynoise. 

## Clubs successifs
- AA Vottem (1961-1963)
- Union beynoise (1963-1974)
- Progrès HC Seraing (1974-années 80)
- SHC Angleur (années 80-1986)

## Palmarès

### Club
- Champion de Belgique (1) : 1976/1977
- Coupe de Belgique (2) : 1974/1975, 1975/1976

#### Distinction
- Deuxième du classement buteur lors de la saison 1981/1982.
- 69 sélection en équipe nationale.